# 皇黑身脂鯉
皇黑身脂鯉，為輻鰭魚綱脂鯉目脂鯉亞目頂器脂鯉科的其一種，分布於南美洲厄瓜多亞馬遜河上游流域，體長可達9.9公分，棲息在岩石底質水域，生活習性不明。